# هنريكي دا سيلفا
هنريكي دا سيلفا (بالبرتغالية: Henrique Eduardo da Silva‏) هو لاعب كرة قدم برازيلي في مركز الدفاع، ولد في 23 يونيو 1972 في كابو فريو في البرازيل. لعب مع نادي أمريكا.